# Grady (Nuevo México)
Grady es una villa ubicada en el condado de Curry en el estado estadounidense de Nuevo México. En el Censo de 2010 tenía una población de 107 habitantes y una densidad poblacional de 166,58 personas por km².

## Geografía
Grady se encuentra ubicada en las coordenadas 34°49′16″N 103°18′54″O / 34.82111, -103.31500. Según la Oficina del Censo de los Estados Unidos, Grady tiene una superficie total de 0.64 km², de la cual 0.64 km² corresponden a tierra firme y (0%) 0 km² es agua.

## Demografía
Según el censo de 2010, había 107 personas residiendo en Grady. La densidad de población era de 166,58 hab./km². De los 107 habitantes, Grady estaba compuesto por el 81.31% blancos, el 0% eran afroamericanos, el 0% eran amerindios, el 0% eran asiáticos, el 0% eran isleños del Pacífico, el 14.95% eran de otras razas y el 3.74% pertenecían a dos o más razas. Del total de la población el 18.69% eran hispanos o latinos de cualquier raza.